# 李尚順
李尚順（1974年8月5日—）是韓國男歌手及作曲家。在1999年以樂團Rollor Coaster的成員出道。在2010年與東律組成 Verandah Project。曾於荷蘭阿姆斯特丹音樂院留學。在一次救助流浪狗的公益活動與李孝利相識，於2011年11月28日承認與李孝利已交往回4個月，並在2013年9月1日二人在在濟州島的別墅內舉行婚禮。在2017及2018年，李尚順以民宿老闆與妻子李孝利出演韓國JTBC的綜藝節目《孝利家民宿》。在2020年，為李孝利、劉在錫及Rain組成夏日混聲組合SSAK3出道曲 「再次來到這海邊」作曲。